# Kaiserstraße (Frankfurt am Main)
Die Kaiserstraße ist eine der bekanntesten Innenstadtstraßen in Frankfurt am Main und benannt nach Kaiser Wilhelm I. Sie verbindet den Roßmarkt im Stadtzentrum mit dem Hauptbahnhof. Sie war vor ihrer teilweisen Zerstörung durch Bomben typisches Beispiel eines großstädtischen gründerzeitlichen Prachtboulevards und entstand in zwei Abschnitten zwischen 1874 und 1888. Nach dem Zweiten Weltkrieg wurde die Kaiserstraße als Hauptachse des Bahnhofsviertels zum Synonym für das Frankfurter Rotlichtviertel, auch wenn sie selbst nicht mehr dazu zählt.

## Lage und Verlauf
Die Kaiserstraße ist die einzige Straße in Frankfurt, welche innerhalb und außerhalb der Wallanlagen denselben Namen trägt.

### Innerhalb der Wallanlagen

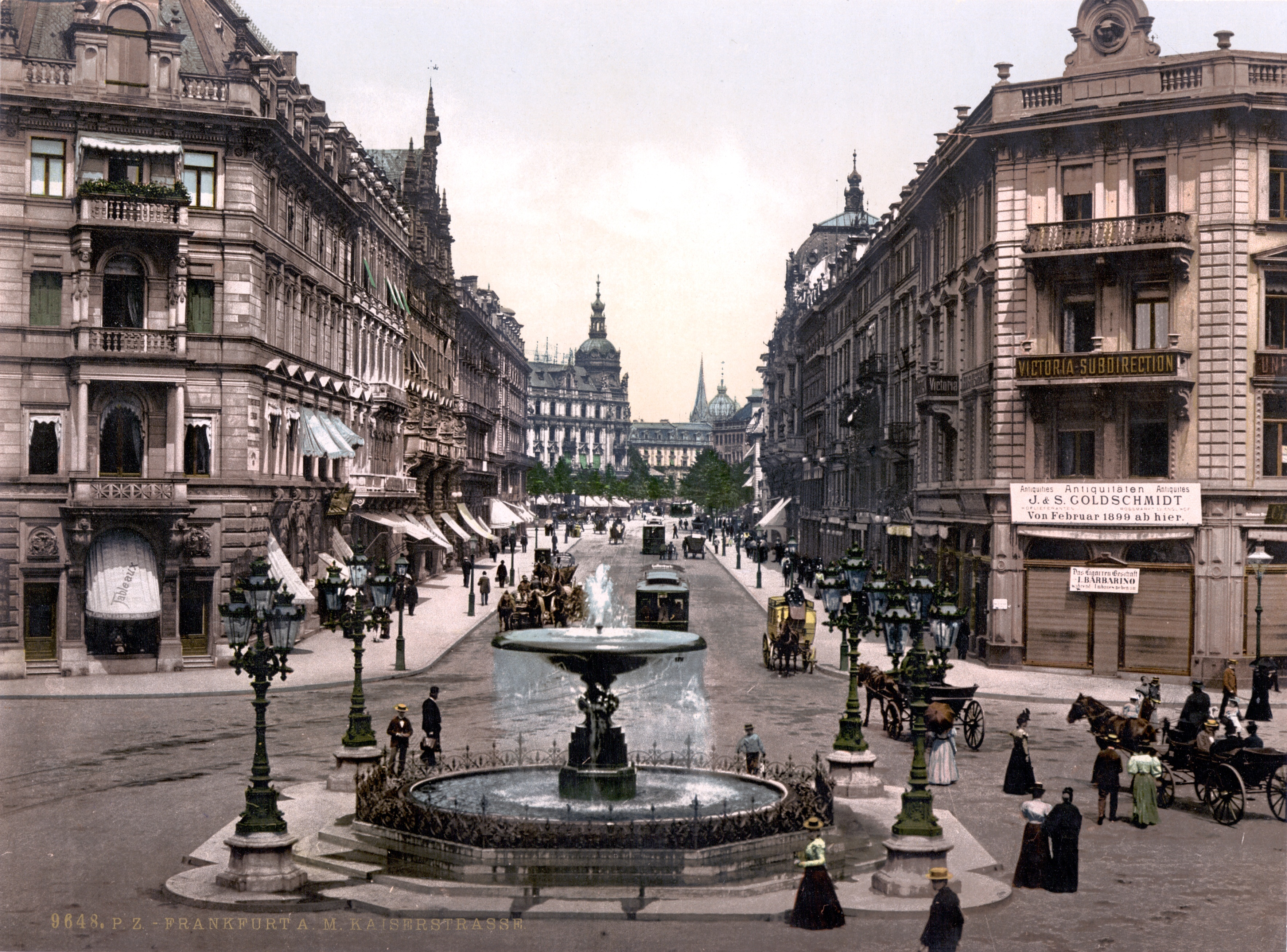
Der Kaiserplatz um 1899, Blick zum Roßmarkt

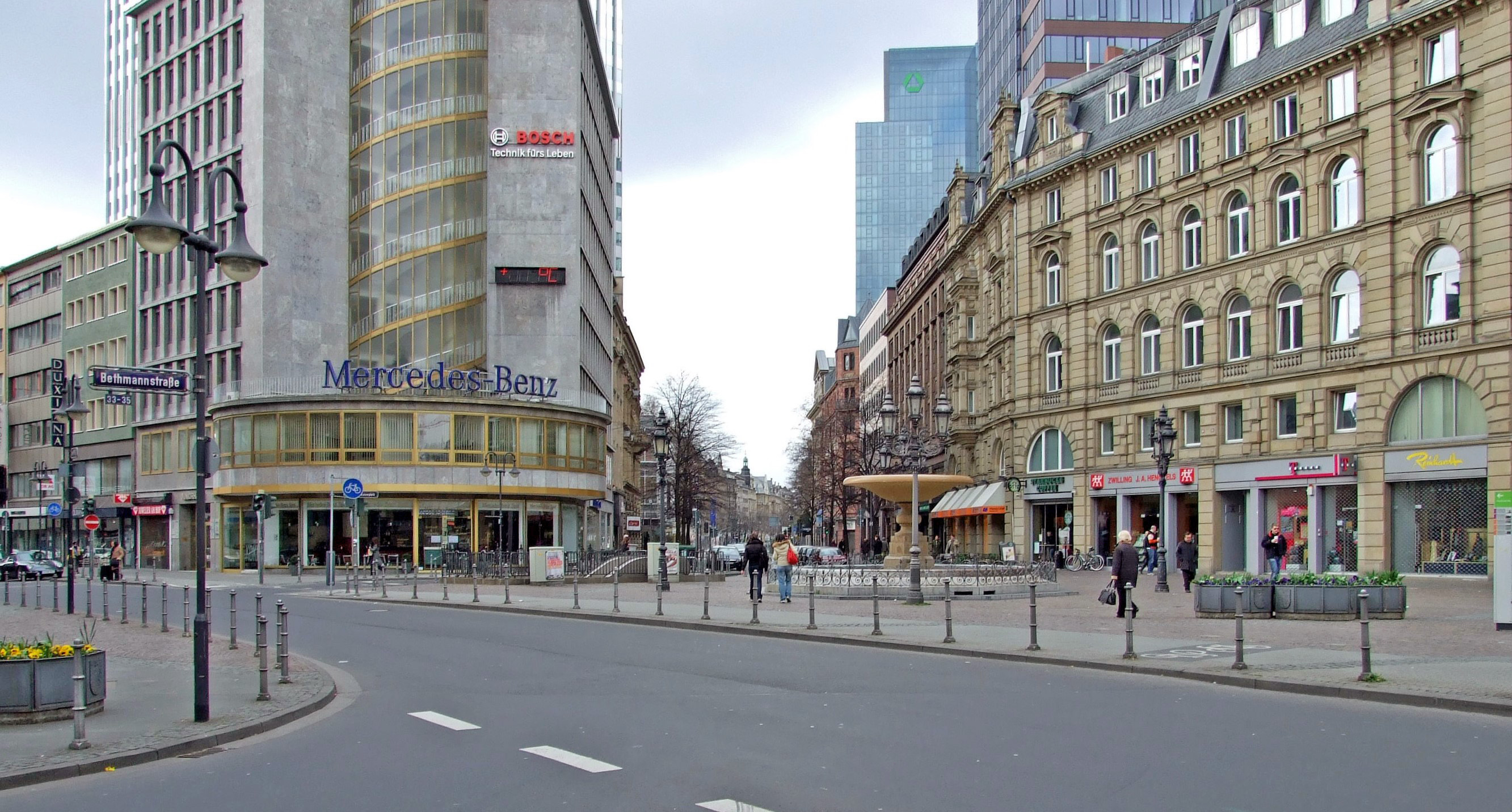
Blick vom Kaiserplatz Richtung Hauptbahnhof

Die Kaiserstraße beginnt im Zentrum der Stadt, am Roßmarkt nahe der Hauptwache. Sie verläuft, von innerstädtischen Geschäfts- und Bürohäusern gesäumt, von dort aus zunächst in südwestliche Richtung bis zum Kaiserplatz, einem sternförmigen Platz, in den fünf Straßenarme einmünden. Von Norden mündet hier die Kirchnerstraße in den Platz, von Süden die Bethmannstraße und die Friedensstraße. Auf der Nordseite des Platzes steht der Commerzbank Tower (Norman Foster, 1997, 259 m), das höchste Hochhaus Mitteleuropas, auf der Südseite das gründerzeitliche Luxushotel Frankfurter Hof (Mylius/Bluntschli, 1876) und das aus den 50er Jahren stammende Junior-Haus (Wilhelm Berentzen, 1951), ein sehr frühes (und in seinen baulichen Ausmaßen bescheidenes) Beispiel Frankfurter Hochhausbaus. Auf dem Kaiserplatz steht der 1876 vom Frankfurter Bankier Raphael von Erlanger gestiftete Granitbrunnen.
Westlich des Platzes setzt die Kaiserstraße sich fort und kreuzt etwa 80 Meter weiter die Neue Mainzer Straße. Die Kreuzung liegt im Herzen des Frankfurter Bankenviertels, der Blick nach Norden in die von Fußgängerbrücken überspannte Straßenschlucht der Neuen Mainzer Straße ist eine beliebte Fernseheinstellung. Unmittelbar an der Ecke zur Kaiserstraße stehen das ehemalige Commerzbank-Hochhaus (Richard Heil, 1973, 109 m) und das Hochhaus K26 (Köhler, 2005, 75 m). Auf der Südseite der Kaiserstraße steht das 1875 von Paul Wallot gebaute Eckhaus zur Neuen Mainzer Straße, ein Gründerzeitbau im toskanischen Renaissancestil.

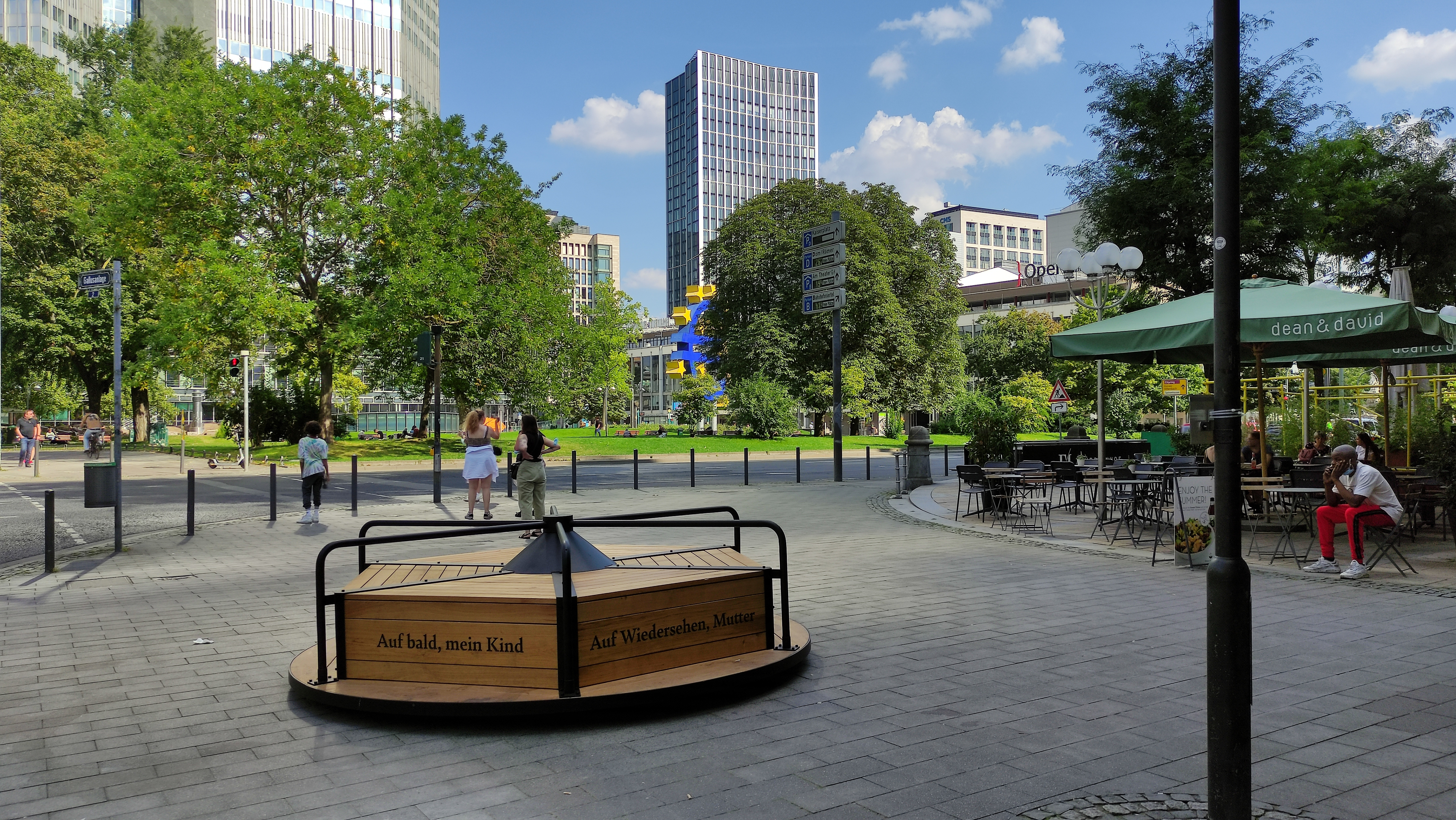
Das Kindertransport-Denkmal im Kreuzungsbereich Kaiserstraße/Gallusanlage

Im folgenden kurzen Abschnitt bis zur Gallusanlage steht auf der Nordseite ein historisches, ebenfalls von der Commerzbank genutztes Bankgebäude, auf der Südseite der Eurotower (Richard Heil, 1977, 148 m), der ursprünglich für die gewerkschaftseigene Bank für Gemeinwirtschaft errichtet wurde und von 1998 bis 2014 der Hauptsitz der Europäischen Zentralbank (EZB) war. Heute residiert hier der Einheitliche Bankenaufsichtsmechanismus (SSM) der EZB.
Auf dem Bürgersteig im südwestlichen Kreuzungsbereich von Kaiserstraße und Gallusanlage wurde am 2. September 2021 ein von der israelischen Künstlerin Yael Bartana geschaffenes Kindertransport-Denkmal zur Erinnerung an die jüdischen Kinder, die 1938/39 ohne ihre Eltern emigrieren mussten, eingeweiht.

### Gallusanlage

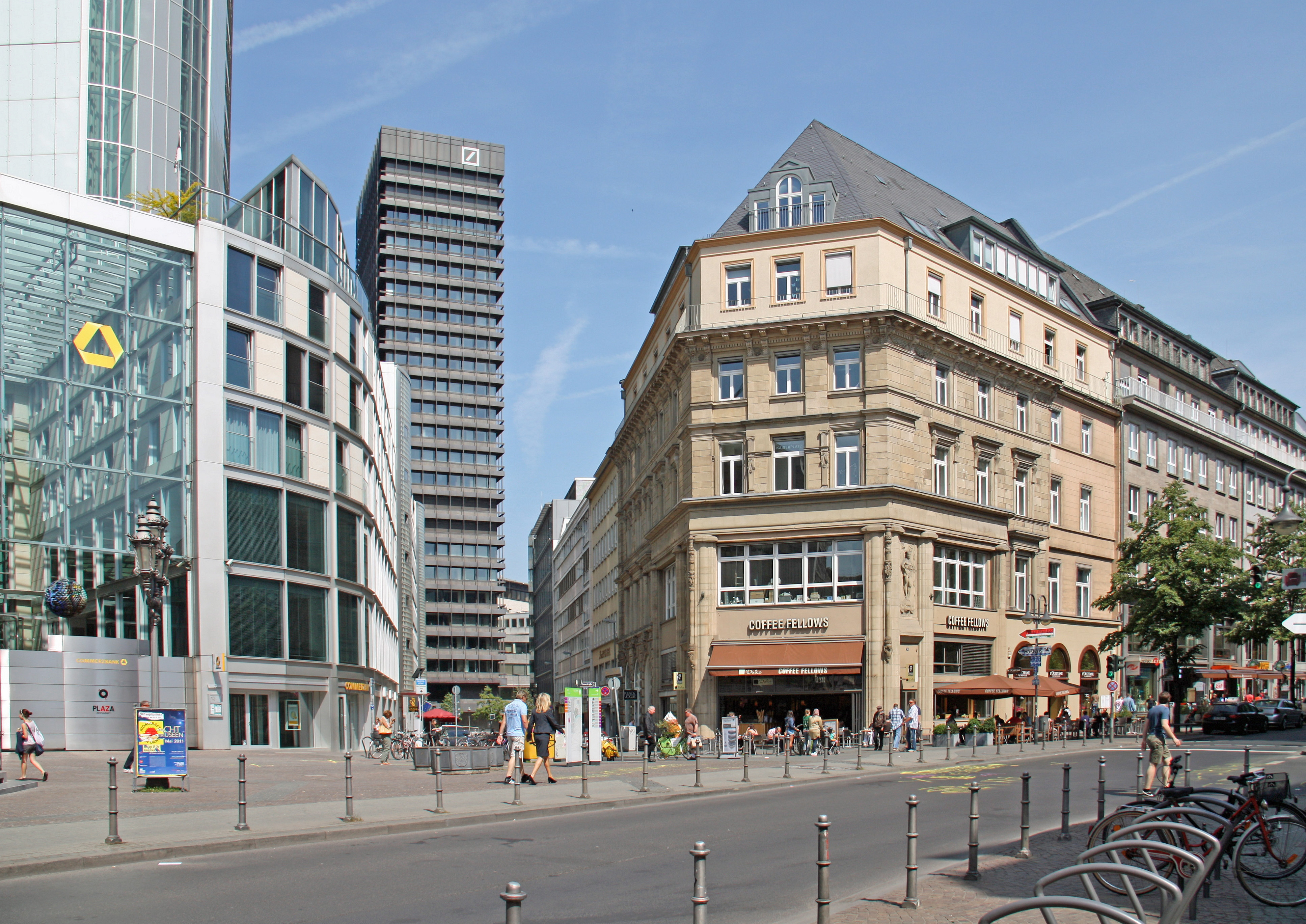
Blick vom Kaiserplatz nach Norden in die Kirchnerstraße

Die Gallusanlage ist Teil der Wallanlagen und entstand ab 1806, als die barocken Stadtbefestigungen in eine Parkanlage umgewandelt wurde. Auf der Nordseite der Straße stand von 1952 bis 2007 das Goethedenkmal (Ludwig von Schwanthaler, 1844), auf der Südseite steht vor dem Eurotower das aus Fernsehbildern bekannte und nachts beleuchtete Euro-Symbol (Ottmar Hörl, 2001).
An der Fahrbahn der Gallusanlage endet der ältere Teil der Kaiserstraße. Jenseits der heutigen Fahrbahn, also gerade eben außerhalb der Wallanlagen, stand von 1839 bis 1888 der Taunusbahnhof, der erste Bahnhof der Stadt, links und rechts neben ihm der Main-Neckar-Bahnhof und der Main-Weser-Bahnhof. Auch die ältere Kaiserstraße hatte also bereits die heutige Funktion als Hauptachse zwischen Stadtzentrum und Bahnhof, bis 1888 allerdings nicht zum Hauptbahnhof, sondern zu den Westbahnhöfen.
An der Kreuzung beider Straßen stand ab 1895 Manskopfs Uhrtürmchen.

### Außerhalb der Wallanlagen

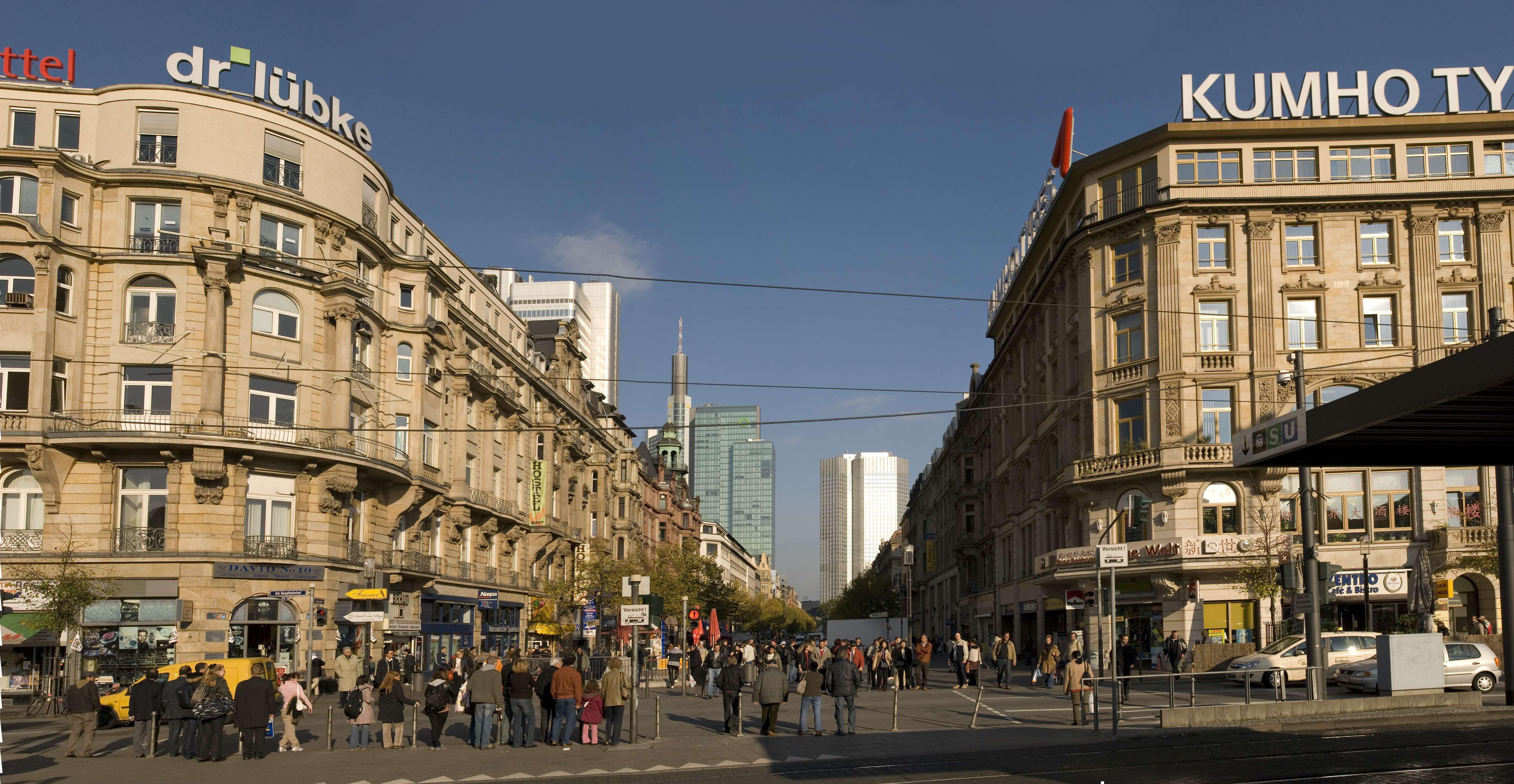
Blick vom Bahnhofsvorplatz in die Kaiserstraße, das linke Eckhaus ist der „Englische Hof“

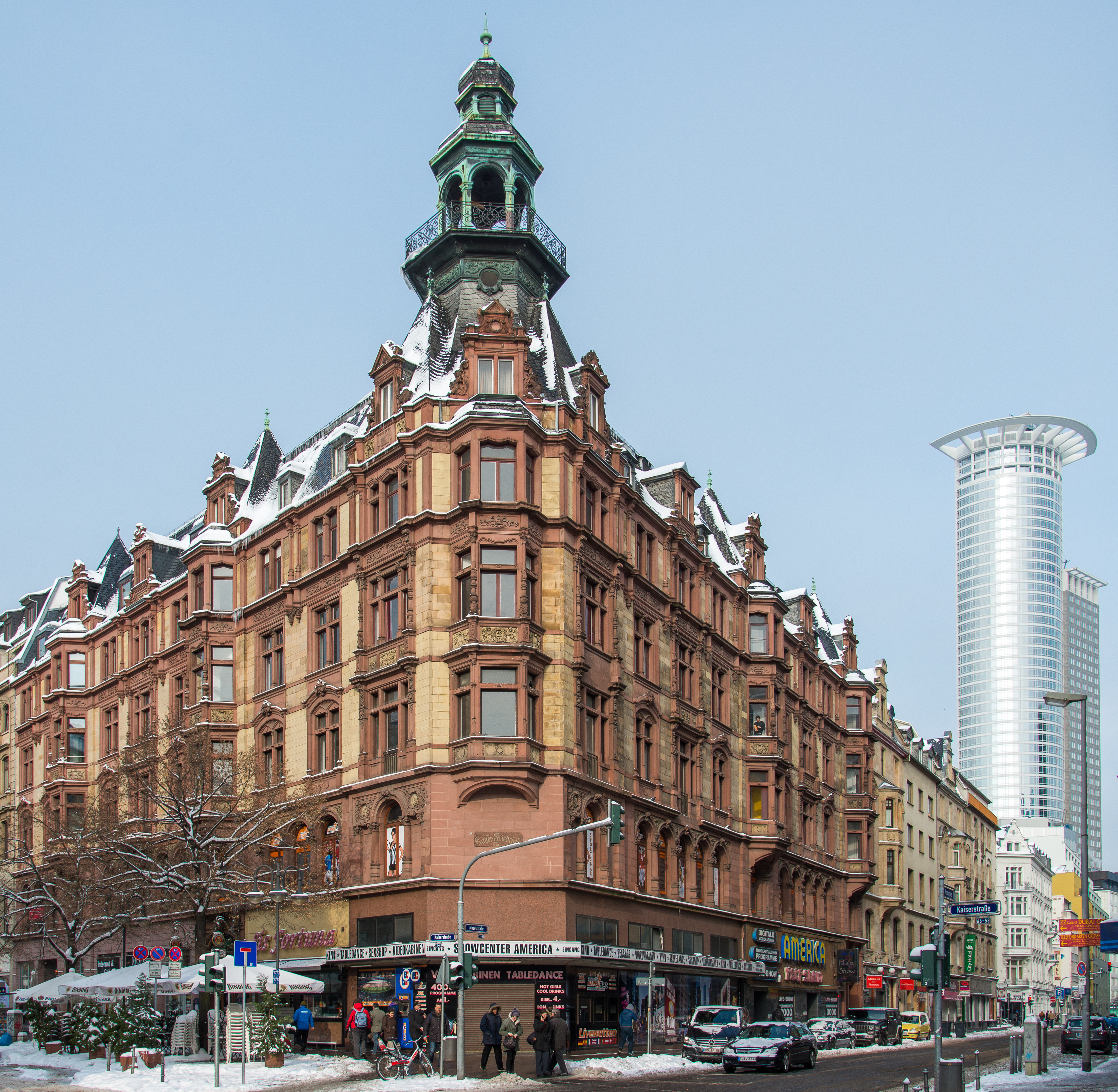
Kaiser-Friedrich-Bau, Ecke Moselstraße

Der zweite Bauabschnitt konnte erst nach Eröffnung des heutigen Hauptbahnhofs (18. August 1888) und der damit verbundenen Stilllegung und dem Abriss der Westbahnhöfe erfolgen. Auf der freigewordenen Fläche entstand ein neuer gründerzeitlich-großstädtischer Stadtteil, das Bahnhofsviertel. Als Mittelachse des neuen Stadtquartiers und neuer Prachtboulevard entstand die Fortsetzung der Kaiserstraße, die von hier aus schnurgerade bis zum Mittelportal des Hauptbahnhofs führt.
Auf der südlichen Straßenseite steht an der Ecke zur Gallusanlage das ehemalige Hotel Fürstenhof (Oskar Heußner, 1902), das schon seit 1920 als Geschäftshaus genutzt wird. An der Nordseite der Kreuzung steht das Hochhaus Gallileo (Novotny/Mähner, 2003, 136 m). Im öffentlich zugänglichen Erdgeschoss befindet sich das English Theatre. Auf demselben Grundstück stand zuvor bereits ein älteres Hochhaus, der von Dresdner Bank genutzte Zinßerturm (Brösicke/Drevermann, 1951).
Die folgende, westliche Hälfte der Kaiserstraße ist ein weltstädtisch wirkender Boulevard mit prächtigen fünfgeschossigen gründerzeitlichen Geschäftshäusern, breiten Gehsteigen und zahlreichen Straßencafés. Die internationale Atmosphäre wird auch durch die vielen Vertretungen ausländischer Fluglinien und Tourismusbehörden unterstrichen.
An der Ecke zur Weserstraße öffnet sich nach Norden der Jürgen-Ponto-Platz, benannt nach dem 1977 von der RAF ermordeten Vorstandssprecher des Konzerns. Hier steht der Silberturm der Deutschen Bahn, der von 1978 bis 1990 das höchste Gebäude Deutschlands und bis 2008 Teil der Konzernzentrale der Dresdner Bank war.
Während die Weserstraße geradlinig vom Main bis ins Westend führt, ist die folgende Querstraße, die Elbestraße, an beiden Seiten optisch begrenzt: im Süden durch ein großes Geschäftshaus an der Gutleutstraße, während im Norden die Schmalseite des Hochhauses Frankfurter Büro Center (Richard Heil, 1981, 142 m) genau in der Sichtachse der Weserstraße steht und somit auch von der Kaiserstraße aus gut zu sehen ist.
Zwischen Weser- und Moselstraße liegt auf der nördlichen Straßenseite die „Kaiser Passage“, ein aus den 70er Jahren stammendes Konglomerat von Hinterhofpassagen, in dem fast ausschließlich ausländische Geschäfte ihren Sitz haben, viele von ihnen aus dem Nahen und Mittleren Osten, vor allem aus arabischen Ländern und Iran.
Auf der nördlichen Straßenseite befinden sich noch einige wenige Kinos und Geschäfte der Erotikbranche, die auf das direkt nördlich angrenzende Frankfurter Rotlichtviertel hinweisen.
An der Ecke zur Moselstraße steht mit dem Kaiser-Friedrich-Bau eines der prächtigsten gründerzeitlichen Geschäftshäuser des Bahnhofsviertels, an der Ecke zum Bahnhofsvorplatz Am Hauptbahnhof mit dem ehemaligen Hotel Englischer Hof ein weiteres.

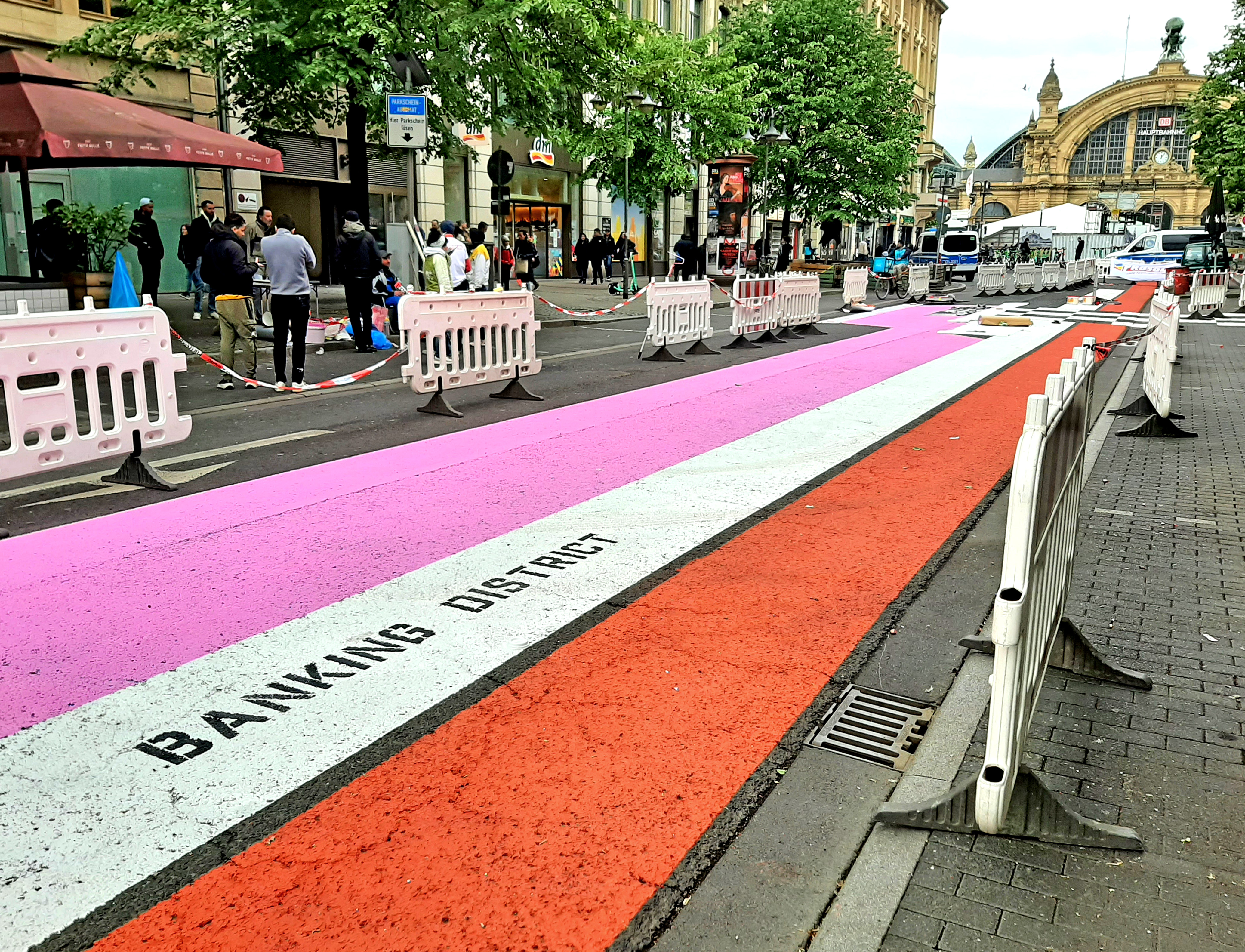
Umgestaltung der Kaiserstraße: Wegweiser-Pfeile weisen den Weg vom Hauptbahnhof zu wichtigen Zielen in der Innenstadt.

Die Einmündung zum Bahnhofsplatz ist für den Autoverkehr gesperrt, die Kaiserstraße ist ab der Moselstraße eine Sackgasse. Die letzten 50 Meter vor dem Bahnhofsplatz sind Fußgängerzone und werden von den riesigen Rolltreppenanlagen dominiert, die zur unterirdischen Einkaufspassage unter dem Bahnhofsplatz führen. Bis in die 90er Jahre konnte man den Hauptbahnhof zu Fuß nur durch die Unterführung erreichen, seitdem gibt es wieder eine Querung per Fußgänger-Lichtsignal, über die auch die Straßenbahnhaltestelle wieder leichter erreicht werden kann.
In diesem westlichsten Abschnitt der Kaiserstraße findet ein Wochenmarkt statt. Dieser Straßenabschnitt galt zeitweise als Schwerpunkt des Drogenhandels und erfuhr unter dem abwertenden Namen Kaisersack – eine Anspielung darauf, dass die Kaiserstraße zum Hauptbahnhof hin als Sackgasse endet – hohe Aufmerksamkeit der städtischen Presse. 
Zur Fußball-Europameisterschaft 2024 ließ die Stadt im April 2024 diesen Bereich der Kaiserstraße umgestalten und prägte dafür den neuen Namen Kaisertor. Dabei wurde eine Straßenbemalung mit bunten Wegweiser-Pfeilen aufgebracht sowie Gastronomieflächen erweitert.

## Entstehung und Geschichte
Die obere Kaiserstraße zwischen Roßmarkt und Taunusanlage entstand 1874. Schon damals war sie die Hauptachse zum damals bedeutendsten Eisenbahnknoten Frankfurts, den Westbahnhöfen. Dort endeten die Taunus-Eisenbahn, die Main-Neckar-Bahn und die Main-Weser-Bahn. Diese Anlagen wurden 1888 durch den Hauptbahnhof, ca. einen Kilometer weiter westlich gelegen, ersetzt. Das ehemalige Gleisvorfeld der Westbahnhöfe zwischen diesem und dem neuen Hauptbahnhof, wurde als neuer Stadtteil gewonnen. So entstand das Bahnhofsviertel, dessen zentrale Achse die Kaiserstraße ist. Daher stammen die meisten Häuser der Straße aus der Gründerzeit vom Ende des 19. Jahrhunderts. Teilweise wurden oder werden sie saniert.
Von 1947 bis 1955 hieß die Straße Friedrich-Ebert-Straße. Die Umbenennung war in der Bevölkerung wenig populär. Die Arbeitsgemeinschaft Frankfurter Bezirksvereine organisierte Unterschriftensammlungen und Proteste bei Magistrat und Landesregierung. In einer Nacht und Nebel-Aktion haben Aktive der Frankfurt-Leipziger Burschenschaft Arminia alle Straßenschilder mit dem ursprünglichen Namen überklebt und die Presse informiert. Nachdem die SPD (die in der Stadtverordnetenversammlung die Mehrheit hatte) ihre Meinung geändert hatte, beschloss die Stadtverordnetenversammlung am 12. Mai 1955 einstimmig die Rückbenennung in Kaiserstraße zum 9. Juni 1955 dem Tag der Wiedereinweihung des Kaisersaales im Römer. Im Gegenzug wurde der Platz der Republik (bis 1923 Hohenzollernplatz) mit Ausnahme des Kreuzungsbereichs Mainzer Landstraße mit Wirkung vom 9. Juni 1955 in Friedrich-Ebert-Anlage umbenannt. Zeitgleich erfolgte auch die Umbenennung der neu angelegten Ost-West-Innenstadtverbindung "Straße an der Paulskirche" in Berliner Straße.
An der Ecke Gallusanlage/Kaiserstraße entstand das Gallileo-Hochhaus, in dessen Tiefgeschoss sich das English Theatre befindet. Am Beginn der Kaiserstraße am Rossmarkt steht seit 1894 der (heute allerdings in Folge von Kriegsbeschädigung und Wiederaufbau stark vereinfachte) Drei-Kaiser-Bau.
|  |  |  |

## Heutige Situation

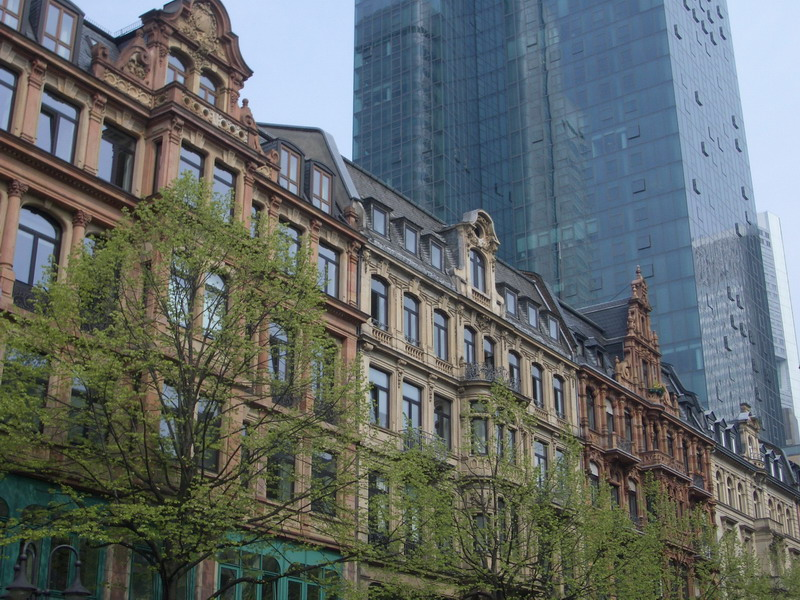
Restaurierte Gründerzeitfassaden vor dem Gallileo-Hochhaus

Die Kaiserstraße ist nach den Zerstörungen des Zweiten Weltkriegs durch die Luftangriffe auf Frankfurt am Main und der Zerstörungswelle gegen Bauten des Historismus in den 1960er- und 1970er-Jahren eine der letzten verbliebenen Prachtstraßen Frankfurts.
Sie wurde früher häufig als Teil des Frankfurter Rotlichtviertels angesehen. In der Nähe der Innenstadt gibt es aber keine Pornokinos und Billigläden mehr, dafür desto mehr Cafés und Juweliere. Die Toleranzzone für Prostitution beginnt erst wenige Schritte weiter in den nördlichen Seitenstraßen. Es stehen also an der Kaiserstraße selbst keine Bordelle, sondern nur in den Querstraßen und in der parallel verlaufenden Taunusstraße.
Ein anderer Teil der Kaiserstraße verfiel jedoch über Jahre, weil Immobilienspekulanten auf eine Ausweisung als Büroraum setzen. Auch zwei Gebäude aus der Konkursmasse des Immobilienentwicklers Jürgen Schneider, die heute Banken gehören, verkamen zusehends. Angestoßen durch ein Förderprogramm der Stadt in Höhe von 10 Millionen Euro werden zurzeit zahlreiche Häuser im Viertel und entlang der Kaiserstraße saniert. Auch die beiden Häuser aus der Schneiderschen Konkursmasse werden zurzeit saniert.
In der dem Bahnhof zugewandten Seite gibt es in den Seitenstraßen zahlreiche Bordelle und Tabledance-Bars. Der Versuch, durch eine Änderung der Sperrbezirksverordnung die Prostitution und die offene Drogenszene aus dem Bahnhofsviertel zu verdrängen, scheiterte in den achtziger Jahren an politischen Widerständen.

## Verkehr

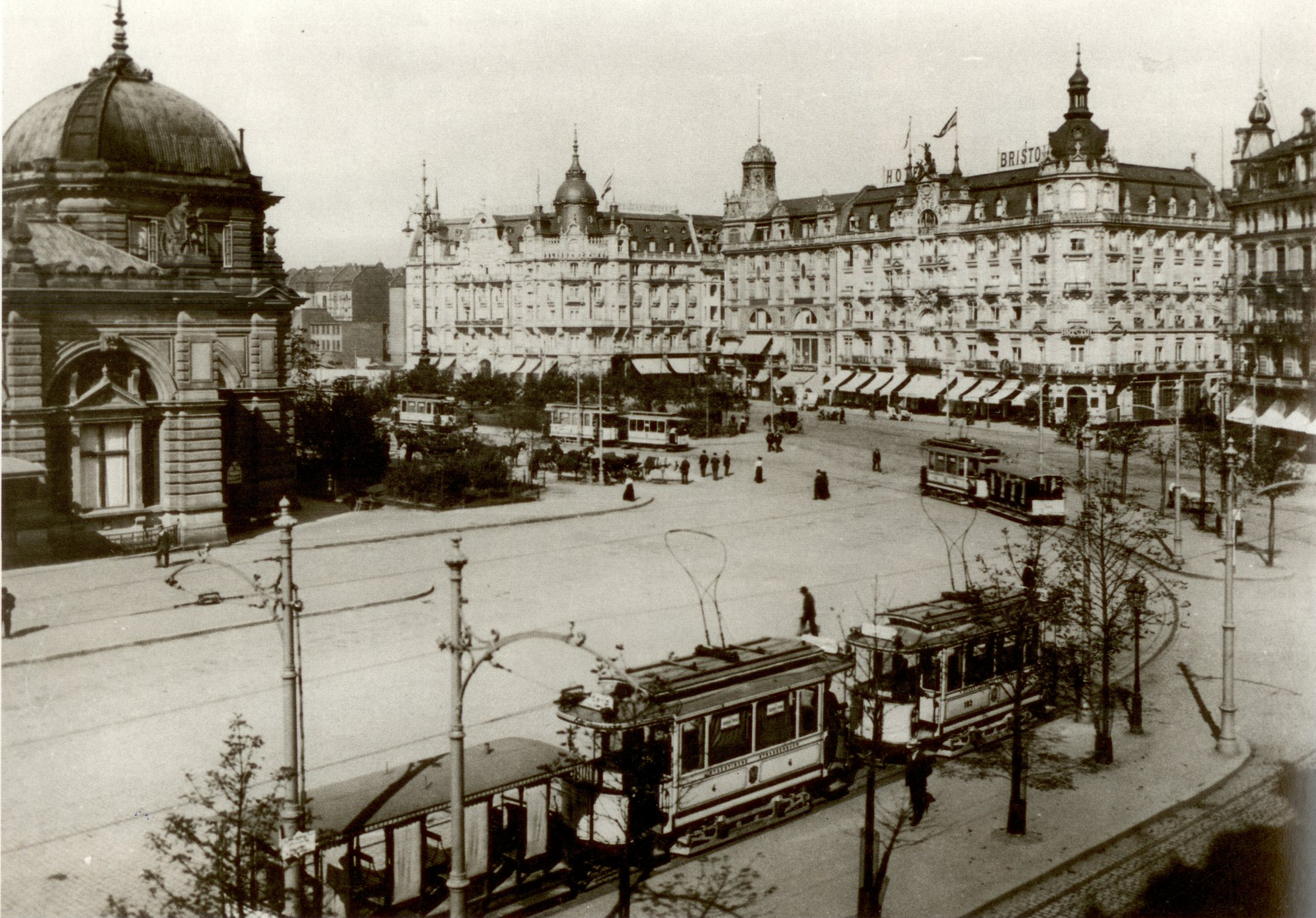
Dichter Straßenbahnverkehr auf dem Bahnhofsplatz, 1903

Die Kaiserstraße war seit ihrem Bau eine wichtige innerstädtische Verkehrsachse. Seit den 70er Jahren wird die Hauptlast des Straßenverkehrs jedoch über parallel verlaufende Straßen geleitet, die Kaiserstraße hat heute nur noch eine mäßige Belastung durch Kraftfahrzeuge.
Die Erschließung durch den ÖPNV erfolgt heute durch die Schnellbahnhöfe Hauptbahnhof und Willy-Brandt-Platz.
Auf dem gesamten Verlauf der Kaiserstraße verkehrten früher Straßenbahnen. Der östliche Abschnitt der Straße (intra muros) wurde ab dem 13. Mai 1880 von Pferdebahnen befahren, der westliche (extra muros) ab dem 15. April 1889. Um 1900 wurden die Strecke elektrifiziert und die Kaiserstraße zu einer der wichtigsten Achsen des Straßenbahnverkehrs. Nach der Einführung von Liniennummern zum 15. Oktober 1905 wurde sie von den Linien 10, 11, 12, 13, 15, 16 und 18 befahren. Am Hauptbahnhof, entlang der Neuen Mainzer Straße und in der Friedensstraße kreuzten weitere Straßenbahnstrecken. An der Gallusanlage befand sich die Wendeschleife Schauspielhaus der Frankfurter Lokalbahn, die von hier nach Bad Homburg vor der Höhe und Oberursel (Taunus) fuhr.
Im Zuge des Wiederaufbaus nach dem Zweiten Weltkrieg wurden die großen Straßenbahnknoten der Innenstadt völlig neu gestaltet und vor allem die Haltestellenbereiche an Punkten mit vielen kreuzenden Strecken auseinandergezogen. Um die intensiv genutzten Haltestellen am Hauptbahnhof leistungsfähiger zu gestalten, wurde deshalb die Strecke durch die Kaiserstraße am 12. November 1950 stillgelegt und die Straßenbahnlinien über die Strecken durch die Taunusstraße und die Münchener Straße geführt, von wo aus günstiger in die Haltestellenanlage eingebogen werden konnte. Bereits von 1906 bis 1932 gab es auf der westlichen Kaiserstraße keinen Straßenbahnverkehr, die Trambahnen fuhren stattdessen durch die Kronprinzenstraße, die heutige Münchener Straße.

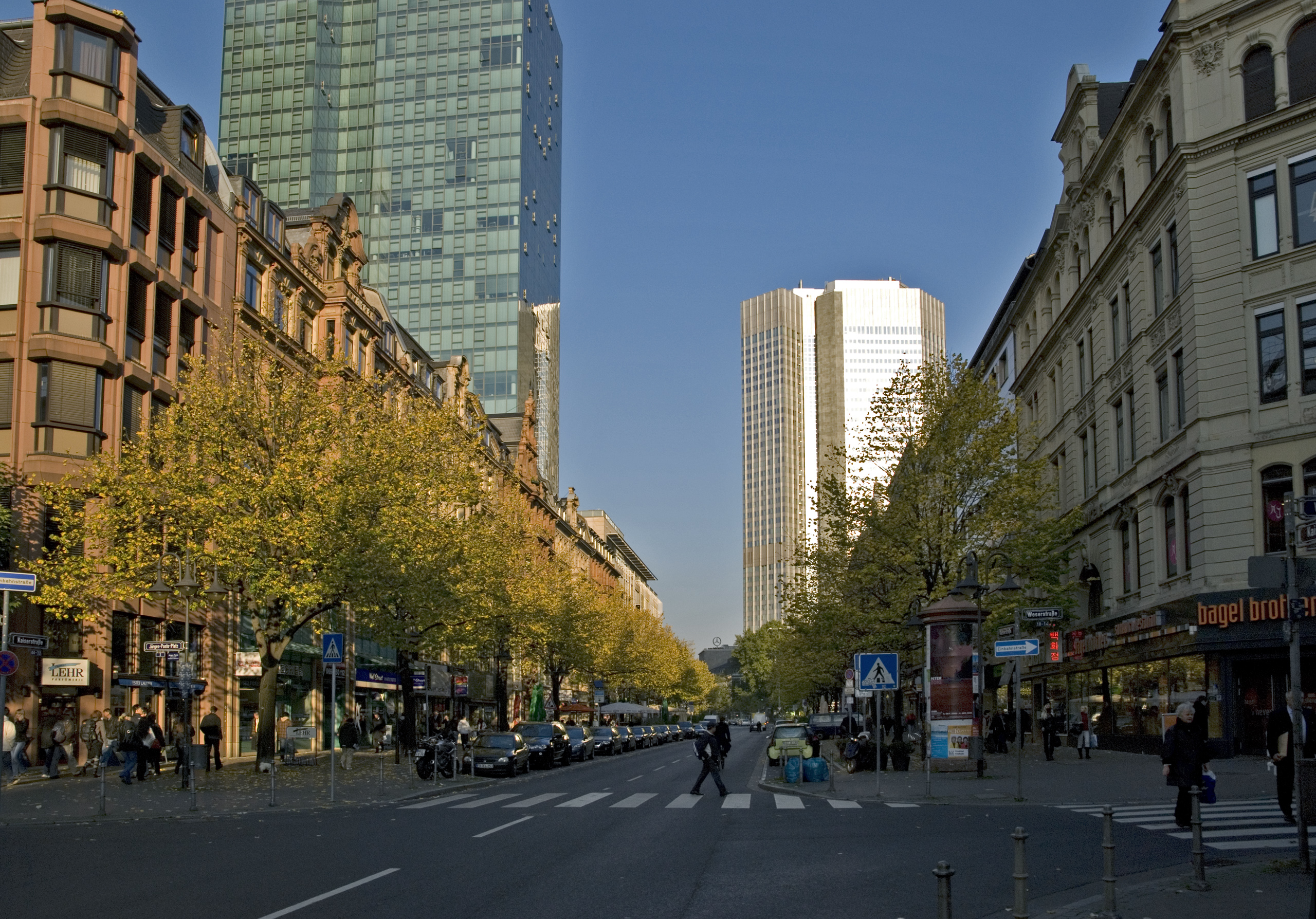
Kaiserstraße, Ecke Weserstraße, Blick nach Osten Richtung Innenstadt

Die Straßenbahnstrecke zwischen Kaiserplatz und Gallusanlage wurde zum 4. November 1973 im Zuge der U-Bahn-Eröffnung stillgelegt, das östlichste Stück zwischen Roßmarkt und Kaiserplatz/Friedensstraße am 11. Oktober 1986 mit der Schaffung der sogenannten „schienenfreien Innenstadt“.
Die Kaiserstraße hat seit dem 4. November 1973 Anschluss an die U-Bahn, an diesem Tag wurde die A-Strecke bis zum neuen Bahnhof Theaterplatz (Linien U1–U3, heute Willy-Brandt-Platz) verlängert. Der Bahnhof erhielt im Norden anderem einen Ausgang zum Kaiserplatz und zur Kaiserstraße. Der Bahnhof der B-Strecke (Linien U4/U5) ging am 26. Mai 1974 in Betrieb, damit war der Theaterplatz der erste Umsteigebahnhof im Frankfurter U-Bahn-Netz.
Am 28. Mai 1978 wurde der Schnellbahnknoten unter dem Hauptbahnhof eröffnet, hier kreuzen sich seitdem die U-Bahn (B-Strecke/U4) und der City-Tunnel der S-Bahn und erschließen das westliche Bahnhofsviertel einschließlich des dortigen Teils der Kaiserstraße.

## In den Medien
Das Milieu rund um die Kaiserstraße wird in dem Film Frankfurt Kaiserstraße von 1981 gefeatured. Der bekannte kroatische Sänger Siniša Vuco (* 1971) besingt auf seinem siebten Album Vrati se, vrati aus dem Jahr 2002 mit dem Lied Calen bite (transkribiert für: Zahlen bitte) die Kaiserstraße (Refrain: „Kajzer štrase, Kajzer štrase [...]“) und das Rotlichtviertel.